# Y Can
Y Can là một xã thuộc huyện Trấn Yên, tỉnh Yên Bái, Việt Nam.

## Địa lý
Xã Y Can nằm gần trung tâm huyện Trấn Yên, có vị trí địa lý:
- Phía đông giáp xã Cường Thịnh và thành phố Yên Bái
- Phía tây giáp xã Kiên Thành
- Phía nam giáp xã Lương Thịnh
- Phía bắc giáp thị trấn Cổ Phúc và các xã Quy Mông, Thành Thịnh.

Xã Y Can có diện tích 42,30 km², dân số năm 2019 là 4.750 người, mật độ dân số đạt 112 người/km².

## Hành chính
Xã Y Can được chia thành 12 thôn.

## Lịch sử
Địa bàn xã Y Can hiện nay trước đây vốn là hai xã Minh Tiến và Y Can thuộc huyện Trấn Yên.
Trước khi sáp nhập, xã Y Can có diện tích 35,24 km², dân số là 3.232 người, mật độ dân số đạt 128 người/km². Xã Minh Tiến có diện tích 7,06 km², dân số là 1.518 người, mật độ dân số đạt 215 người/km².
Ngày 10 tháng 1 năm 2020, Ủy ban Thường vụ Quốc hội ban hành Nghị quyết số 871/NQ-UBTVQH14 về việc sắp xếp các đơn vị hành chính cấp huyện, cấp xã thuộc tỉnh Yên Bái (nghị quyết có hiệu lực từ ngày 1 tháng 2 năm 2020). Theo đó, sáp nhập toàn bộ diện tích và dân số của xã Minh Tiến vào xã Y Can.
Ngày 28 tháng 12 năm 2022, UBND tỉnh Yên Bái ban hành Quyết định số 2679/QĐ-UBND về việc công nhận thị trấn Cổ Phúc và vùng phụ cận (bao gồm một phần các xã: Việt Thành, Nga Quán, Minh Quán, Hòa Cuông, Y Can) đạt tiêu chí đô thị loại V.